# Kahn

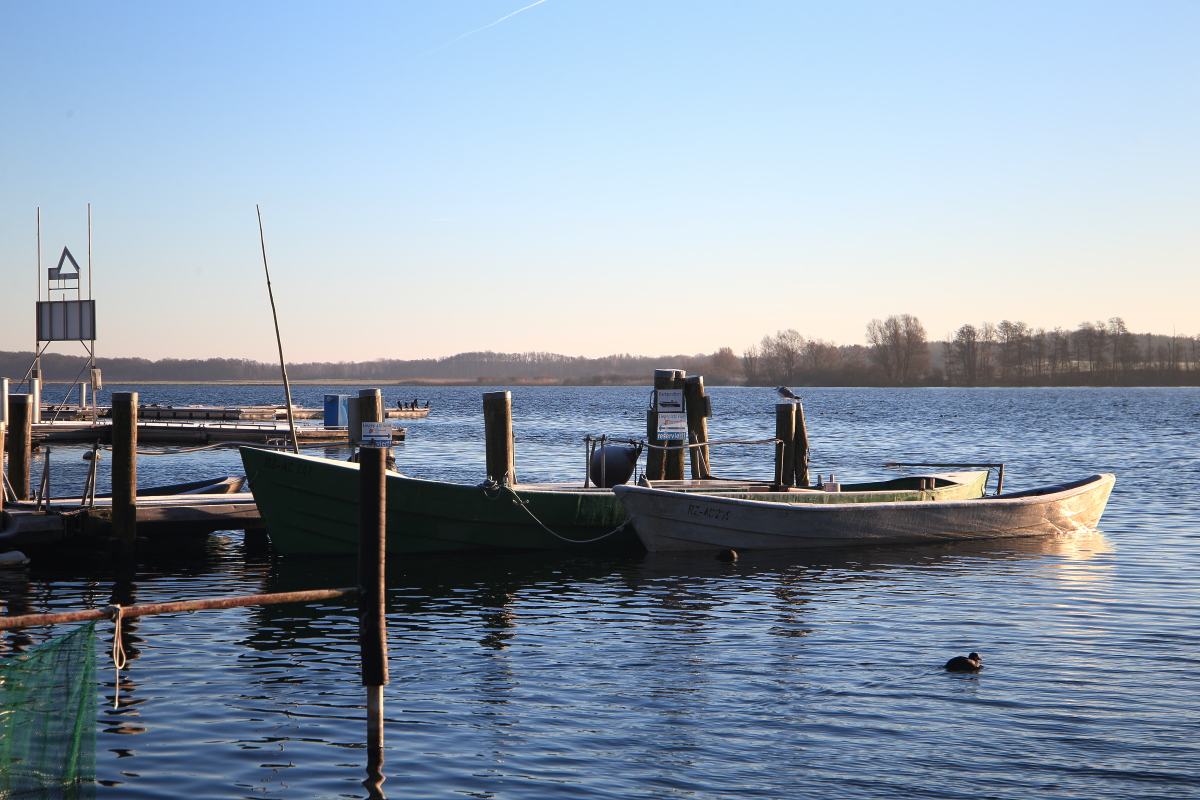
Fischerkähne in der Müritz

Kahn ist die allgemeine Bezeichnung eines für Flüsse, Binnen- und Hafengewässer einsetzbaren flachbodigen ungedeckten Wasserfahrzeuges. 

## Verwendung
Traditionell wurden Kähne durch Muskelkraft (Staken, Treideln, Paddeln, Rudern), Windkraft (Segeln) oder Maschinenkraft (Dampf- und Dieselschlepper, Schubboot, Stoßboot) angetrieben. Die Größe schwankt zwischen wenigen Metern und etwa 70 m Länge. Die Bezeichnung Kahn ist eine der ältesten urkundlich erwähnten Bootsbezeichnungen an der Ostseeküste.
Die auf Flüssen verkehrenden großen Frachtkähne wurden hauptsächlich nach ihrem Haupteinsatzgebiet oder speziellen, die Größe definierenden Schleusen benannt, z. B. Elbkähne, Odermaß- und Finowmaßkähne. Sie waren flach gebaut und hatten ein bis drei Masten mit Rah-, Spriet- und Gaffelsegeln. Ihr großer Laderaum wurde bei Bedarf mit einem Lukendeckel geschlossen.
Das Baumaterial Holz wich zum Beginn des 20. Jahrhunderts dem Eisen und Stahl. Übergangsweise wurde beides in Kombination verwendet. Zum Teil wurde auch spezieller Kunststoff verwendet.